# John Milne
John Milne, född 1850 i Liverpool, död 31 juli 1913 i Newport, Isle of Wight, var en engelsk geolog och seismolog.
Milne var i början av 1870-talet verksam som gruvgeolog i Newfoundland och Labrador samt deltog i Bekes expedition till nordvästra Arabiska halvön 1874. År 1876 reste han genom Sibirien till Japan, där han under 20 år skötte professuren i gruvgeologi och mineralogi vid Tokyo universitets ingenjörsskola, varefter han blev föreståndare för en seismologisk station i Newport på Isle of Wight.
I det av jordbävningar så starkt hemsökta Japan kom han att ägna sig företrädesvis åt seismologi, vilken vetenskapsgren genom hans framträdande erhöll nytt uppsving. På hans initiativ bildades 1880 The Seismological Society of Japan och skapades detta land ett nät av 968 jordbävningsstationer . Han konstruerade seismologiska apparater ("Milnes horisontalpendel") och utförde undersökningar över jordbävningsvågornas natur i flera avseenden, över jordbävningarnas samband med bergskedjor, avsatser i havsbottnen, polförflyttningar m.m. samt torde ha varit den förste som genom kombination av iakttagelser på flera stationer försökte bestämma läget av avlägsna jordbävningshärdar. Han tilldelades Lyellmedaljen 1894 och Royal Medal 1908.